# Orašje (Republika Serbska)
Orašje (cyr. Орашје) – wieś w Bośni i Hercegowinie, w Republice Serbskiej, w gminie Prnjavor. W 2013 roku liczyła 169 mieszkańców.